# Христала Йоркадзи
Христала Йоркадзи (на гръцки: Χρυστάλλα Γιωρκάτζη) е кипърска икономистка, в периода от 2014 до 2019 г. е управителка на Централната банка на Кипър (CBC). Тя е първата жена управителка на CBC.
Родена е на 13 юли 1956 г. в град Фамагуста, Кипър. През 1978 г. завършва специалност „Икономика“ в Атинския университет, Гърция. Тя е докторант по икономика и иконометрия в Саутхамптънския университет в Англия.
Била е главен одитор на републиката от 1998 до 2014 г., независима позиция, която наблюдава публичните разходи. На 11 април 2014 г. е назначена за управителка на Централната банка на Кипър.